# Monumento Natural Cavernas de São Desidério

Localização

O Monumento Natural Cavernas de São Desidério é uma unidade de conservação de proteção integral criada recentemente no município de São Desidério, na Bahia. Abrange uma área de 16.619 hectares no bioma Cerrado, o local abriga um complexo de cavernas de grande relevância científica, essencial para a biodiversidade e para as comunidades locais, atraindo pesquisadores e admiradores da natureza.
Esse monumento é gerido pelo Instituto Chico Mendes de Conservação da Biodiversidade (ICMBio), responsável por organizar as ações de preservação, pesquisa e visitação. As informações sobre o acervo espeleológico de São Desidério, que conta com 208 cavernas registradas no Cadastro Nacional de Informações Espeleológicas (CANIE), posicionando o município como o 24º com maior número de cavernas conhecidas no Brasil, podem ser encontradas no site do Instituto Chico Mendes de Conservação da Biodiversidade (ICMBio).
O Monumento Natural Cavernas de São Desidério é cortado pela BR-135/BA, uma rodovia federal que liga o Maranhão a Minas Gerais, passando pela Bahia.

## Monumento natural
O Monumento Natural é uma unidade de conservação de proteção integral, conforme definido pelo Instituto Chico Mendes, destinada à preservação de áreas de grande beleza cênica, raridade ou singularidade natural. Essa categoria permite propriedades privadas, desde que seu uso esteja alinhado com os objetivos de conservação da unidade. No caso do Monumento Natural Cavernas de São Desidério, a principal finalidade é proteger as formações naturais das cavernas, possibilitando atividades como turismo, visitação, pesquisa científica, agricultura e criação de animais, desde que realizadas de forma sustentável e compatível com a preservação do local.
No Brasil, há cinco outros Monumentos Naturais federais além das Cavernas de São Desidério. São eles: os Cânions do São Francisco, os Pontões Capixabas, as Ilhas Cagarras, as Ilhas Trindade e Martin Vaz junto ao Monte Columbia, e o Arquipélago de São Pedro e São Paulo. Desses, os três últimos estão localizados em ambientes marinhos.

## História
A origem está diretamente relacionada à identificação e valorização da importância espeleológica da área, além das iniciativas voltadas à sua preservação. A formação dessa unidade de conservação foi impulsionada pela urgência de resguardar o sistema cárstico do rio João Rodrigues, que contém um conjunto significativo de cavernas, dolinas, sumidouros e ressurgências.

#### Alguns marcos importantes
A região de São Desidério ganhou destaque no cenário espeleológico a partir da década de 1980, com os primeiros estudos sobre a fauna cavernícola, seguidos pela descrição da Gruta Manoel Lopes (2004) e relatórios técnicos (2006) que alertaram para os impactos da exploração mineral e obras de infraestrutura. Iniciativas como o Projeto de Monitoramento (2011) e a criação do Parque Municipal da Lagoa Azul (2012) buscaram proteger o patrimônio espeleológico, enquanto o 32º Congresso Brasileiro de Espeleologia (2013) e estudos posteriores (2015) reforçaram a necessidade de uma unidade de conservação federal. Em 2018, a proposta de um geoparque, baseada em 14 geossítios, consolidou a região como um patrimônio natural de relevância nacional e em 2024 foi assinado o decreto pelo presidente do período declarando como Monumento Natural.

## Geografia
O sistema cárstico de São Desidério resulta da interação entre a geomorfologia, o clima semiárido e a disponibilidade de água, formando um patrimônio espeleológico único com dolinas, cavernas, sumidouros e ressurgências. A região é caracterizada por depressões, torres cársticas e planícies fluviais, onde o escoamento superficial converge para sumidouros que dão acesso ao sistema subterrâneo do rio João Rodrigues. As cavernas locais destacam-se pela volumetria impressionante, espeleotemas raros e beleza cênica, abrigando alguns dos maiores salões subterrâneos do Brasil, dentro das cavernas Garganta do Bacupari e Buraco do Inferno da Lagoa do Cemitério.
A região abriga outras cavernas impressionantes, como a Gruta do Catão, conhecida por sua iluminação natural e espeleotemas coloridos, além de abrigar uma rica fauna de morcegos e invertebrados. A Grutão da Beleza destaca-se por seus dois níveis, com um túnel úmido no inferior e espeleotemas ornamentais no superior. A Lapa do Manoel Lopes, com mais de 1 km de extensão, possui galerias amplas e ornamentadas, possivelmente conectadas a outras cavidades. Já a Lapa dos Tapuias, além de sua entrada imponente, guarda pinturas rupestres e vestígios arqueológicos que evidenciam a presença humana pré-histórica na região.

## Fauna
Abriga uma biodiversidade subterrânea notável, incluindo espécies troglóbias endêmicas e novas para a ciência. Apesar de sua riqueza biológica, que abrange invertebrados e vertebrados, a fauna local enfrenta ameaças significativas. como turismo descontrolado, mineração, projetos hidroelétricos, exploração de madeira e agricultura intensiva representam riscos à preservação desse ecossistema único. Algumas das espécies endêmicas e ameaçadas:
Entre os destaques estão os pseudoescorpiões, representados por 7 famílias e 8 gêneros, incluindo duas espécies endêmicas do gênero Spelaeochernes. As cavernas são abrigo para diversas espécies de morcegos, algumas raras e ameaçadas, como as encontradas na Gruta do Catão. Estudos identificaram vários invertebrados troglóbios adaptados ao ambiente subterrâneo, além da presença de fungos filamentosos terrestres essenciais para o ecossistema. Outras espécies registradas incluem aranhas-marrom (Loxosceles sp.) em cavernas como o Buraco do Inferno da Lagoa do Cemitério e felídeos, como onças e jaguatiricas, na Gruta da Fera.
Há uma grande diversidade de anfíbios, com 32 espécies de anuros registradas, distribuídas em 12 gêneros e cinco famílias. Entre as espécies destacam-se Leptodactylus sertanejo, Rhinella veredas, R. cerradensis, Physalaemus albifrons e Pleurodema diplolistris. Essa variedade é favorecida pela presença de diferentes habitats, como lagoas, florestas secas, veredas e brejos, típicos da zona de transição entre Cerrado e Caatinga.

## Flora
Vegetação diversificada, marcada pela transição entre o Cerrado e a Caatinga/Mata Seca, influenciada pela geomorfologia cárstica, clima semiárido e disponibilidade hídrica. Predominam formações arbustivas e arbóreas do Cerrado, com presença de cactáceas adaptadas aos solos calcários, além de veredas e matas ciliares nas planícies fluviais do Sistema Cárstico João Rodrigues. A vegetação enfrenta ameaças como desmatamento para agropecuária, extração ilegal de madeira e impactos de obras de infraestrutura, sendo a conservação dessa flora, crucial para a biodiversidade e serviços ecossistêmicos, dependente de medidas como a proteção, fiscalização, práticas agrícolas sustentáveis, pesquisas e ecoturismo.

## Turismo
Atrai grande interesse turístico devido às suas impressionantes formações rochosas, como estalactites e estalagmites, reconhecidas como patrimônio espeleológico nacional por órgãos como a SBE, CECAV e CPRM. As cavernas, entre as maiores e mais belas do Brasil, estão localizadas em propriedades privadas e próximas ao Parque Municipal da Lagoa Azul, acessíveis por estradas de terra em menos de 30 minutos. A visitação geralmente requer guias locais para garantir segurança e proporcionar informações sobre a geologia e biodiversidade da região. Recomenda-se reservar 1 a 2 dias para explorar as cavernas e trilhas ecológicas, além de verificar condições de acesso e horários para uma experiência segura e enriquecedora.

#### Entre os atrativos do Monumento Natural Cavernas de São Desidério estão:
O Salão Coliseu, localizado na Garganta do Bacupari, é o maior salão de caverna conhecido no Brasil, com mais de 25.000 m² de área. Sua grandiosidade, com centenas de metros de comprimento e dezenas de metros de altura, lembra o famoso anfiteatro romano, daí o nome "Coliseu". Acesso a turistas é permitido, mas exige acompanhamento de guias especializados devido ao trajeto irregular, escuro e áreas de difícil acesso. Além de proporcionar uma experiência única para entusiastas de espeleologia e geologia, a visita oferece a chance de observar a biodiversidade da Chapada Diamantina, enquanto os guias compartilham informações sobre a geologia, história e ecossistema sensível da caverna.
O Buraco do Inferno da Lagoa do Cemitério, o maior lago subterrâneo do Brasil, é um hotspot de diversidade da fauna cavernícola, formado por uma caverna vertical de difícil acesso com entrada no fundo de uma dolina de 60 metros de profundidade. Sua exploração exige equipamentos especializados e guias experientes, devido ao ambiente desafiador e inóspito, repleto de estalactites, estalagmites e formações geológicas raras, que justificam seu nome. Popular entre espeleólogos e aventureiros, o local também se destaca pela beleza cênica da região, com vegetação típica do Cerrado, mas a visita deve ser realizada com segurança e acompanhamento profissional, considerando os riscos envolvidos.
O Sumidouro do João Baio e o Lago Azul são dois atrativos de São Desidério que oferecem experiências únicas. O Sumidouro impressiona com sua nascente cárstica intermitente, onde as águas do rio João Rodrigues sobem e descem a cada 6 a 8 minutos, a trilha até a dolina é fácil, mas a subida exige esforço. Já o Lago Azul, acessível por uma trilha leve, destaca-se pela vegetação de cerrado, mirantes, a nascente do olho d’água e a Gruta do Catão, a caverna mais visitada da região. Ambos os locais revelam paisagens deslumbrantes e fenômenos naturais raros.

## Considerações finais
A nova unidade de conservação foi criada para preservar as diferentes formações vegetais do Cerrado, os sistemas flúvio-cársticos e os aquíferos presentes em rochas calcárias. Além disso, busca proteger sítios arqueológicos de relevância e garantir a conservação de parte da bacia do Rio João Rodrigues, que deságua no Rio São Desidério. Este, por sua vez, alimenta o Rio Grande, um dos importantes afluentes do Rio São Francisco.
A instituição do Monumento Natural Cavernas de São Desidério simboliza um avanço significativo na preservação do Cerrado no oeste da Bahia, uma área fortemente impactada pelo desmatamento decorrente da expansão agrícola. A iniciativa auxilia na conservação de atributos espeleológicos de extrema importância, ao mesmo tempo em que harmoniza a convivência com as comunidades locais, permitindo-lhes continuar suas práticas de agricultura familiar e ampliar a renda por meio do turismo sustentável.